# Tweede Kamerverkiezingen 2010/Kandidatenlijst/ChristenUnie
Van de kandidatenlijst voor de Tweede Kamerverkiezingen 2010 van de ChristenUnie heeft het partijbestuur op 30 maart 2010 een conceptversie bekendgemaakt. Dit ontwerp werd op 24 april 2010 op  het partijcongres in Lunteren vastgesteld. Het congres bracht een paar wijzigingen in de lijst aan, omdat zij vond dat een aantal zittende Kamerleden te laag op de lijst stond. Cynthia Ortega schoof van plek 8 op de conceptlijst naar plaats 5, Carola Schouten van 5 naar 6, Ernst Cramer van 8 naar 7, Martine Vonk van 6 naar 8 en Ed Anker van 7 naar 9. Anker liet weten vanwege zijn lage plek op de lijst een voorkeurscampagne te beginnen.
Nieuw aan de lijst was dat er voor de eerste keer twee kandidaten met een rooms-katholieke achtergrond op een landelijke kandidatenlijst voor de ChristenUnie stonden, namelijk Pascal Frissen uit Sittard en Harry Philipsen.
In verband met kandidaat Jonathan van der Geer, die als eerste openlijke homoseksueel op de lijst stond (plek 41), deelde lijsttrekker André Rouvoet in een vraaggesprek op televisie mee dat deze weinig kans had gemaakt op een plaats als deze ook een relatie had gehad. Vanwege de kritiek die hij vanwege deze uitlating te verduren kreeg, nam Rouvoet de gewraakte uitspraak later terug door erop te wijzen dat het aan de selectiecommissie is om te bepalen of iemand op de lijst komt.

## De lijst
- vet: verkozen
- schuin: voorkeurdrempel overschreden

1. André Rouvoet - 254.524 stemmen
2. Arie Slob - 10.532
3. Esmé Wiegman-van Meppelen Scheppink - 10.459
4. Joël Voordewind - 3.813
5. Cynthia Ortega-Martijn - 2.983
6. Carola Schouten[6] - 1.299
7. Ernst Cramer - 1.178
8. Martine Vonk - 2.955
9. Ed Anker - 5.890
10. IJmert Muilwijk - 685
11. Reinier Koppelaar - 386
12. Gert-Jan Segers - 511
13. Simone Kennedy-Doornbos - 489
14. Jacqueline Koops-Scheele - 231
15. André Oldenkamp - 182
16. Klaas Pieter Derks - 102
17. Leon Meijer - 580
18. Theo Krins - 310
19. Mirjam Bikker - 297
20. Hugo Scherff - 316
21. Ruud van Eijle - 294
22. Stieneke van der Graaf - 772
23. Paul Blokhuis - 331
24. Piet Adema - 533
25. Frans Hamelink - 148
26. Ron de Rover - 168
27. Menno Helmus - 189
28. Herman Selderhuis - 304
29. Gijsbert van den Brink - 125
30. Pascal Frissen - 299
31. Ben Visser - 289
32. Janine Clement - 144
33. Frank Visser  - 291
34. Remco Oosterhoff - 96
35. Peter de Kluijver - 144
36. Marcel Companjen - 189
37. Silva Visser-van Eijk - 125
38. Ard Kleijer - 130
39. Shamir Ceuleers - 79
40. Hermen Vreugdenhil - 123
41. Jonathan van der Geer - 702
42. Harry Philipsen - 143
43. Kees Tadema - 120
44. Annelies van der Kolk - 168
45. Michel du Chatinier - 58
46. Kees van der Elst - 69
47. David de Jong - 409
48. Ko Jansen - 216
49. Gert Schouwstra - 294
50. Dick Schutte - 429

2002 · 2003 · 2006 · 2010 · 2012 · 
2017 · 
2021 · 
2023
CDA · PvdA · SP · VVD · PVV · GroenLinks · ChristenUnie · D66 · PvdD · SGP · Nieuw Nederland · TON · MenS · Heel Nederland · Partij één · Lijst 17 · Piratenpartij · Lijst 19 (EPN)